# Jörg K. Hoensch
Jörg Konrad Hoensch (* 8. September 1935 in Freudenthal (heute Bruntál), Tschechoslowakei; † 24. Februar 2001 in Saarbrücken) war ein deutscher Historiker. Laut dem Osteuropa-Experten Robert Luft war Hoensch bis zu seinem Tod der beste Kenner der slowakischen Geschichte innerhalb der gesamten deutschen Geschichtswissenschaft.

## Leben und Wirken
Jörg Hoensch wuchs zunächst in Mährisch-Schlesien auf, sein Vater stammte aus dem Gebiet Zips (heute Spiš) in der nordöstlichen Slowakei. Nach dem Zweiten Weltkrieg wurde die Familie in die amerikanische Besatzungszone nach Deutschland ausgesiedelt. Nach dem Abitur in Ludwigsburg studierte Hoensch ab 1955 die Fächer der Germanistik, Geschichte, Anglistik und Slavistik an den Universitäten Marburg, Wien, Bristol und Tübingen. In Tübingen legte er 1959 das Erste Staatsexamen ab. Nach einem längeren Studienaufenthalt an der University of California, wo er den Master of Arts erwarb, kehrte er nach Tübingen zurück. 1963 wurde Hoensch bei Werner Markert mit einer Arbeit über die Slowakei und Adolf Hitlers Ostpolitik promoviert. Anschließend war er acht Jahre als wissenschaftlicher Assistent am Tübinger Institut für osteuropäische Geschichte und Landeskunde tätig. Hoensch leitete seit 1972 bis zu seiner Emeritierung den Lehrstuhl für osteuropäische Geschichte an der Universität des Saarlandes in Saarbrücken. Am 15. Februar 2001 beendete Hoensch seine Lehrtätigkeit mit seiner gemeinsam mit Reinhard Schneider abgehaltenen Abschiedsvorlesung, zugleich wurde der Lehrstuhl aufgelöst. Von 1995 bis 2001 war Hoensch Mitherausgeber der Zeitschrift für Ostmitteleuropa-Forschung. Hoensch war Mitglied der Deutsch-tschechischen und der Deutsch-slowakischen Historikerkommission.
Hoensch galt als einer der bedeutendsten neuzeitlichen Osteuropaexperten und veröffentlichte zahlreiche Arbeiten in Deutschland, Ungarn, der Slowakei und Tschechien. Hoensch legte 1996 mit seiner Biografie zum römisch-deutschen Kaiser Sigismund ein Standardwerk vor. Bereits zuvor veröffentlichte er eine Untersuchung zum Itinerar Sigismunds. Das Itinerar unterteilt er in die Zeit vor Sigmunds ungarischer Königsherrschaft (1368–1387) und die Zeit vor seiner Wahl zum Deutschen König (1387–1411) und bis zu seinem Tod (1411–1437). Über Matthias Corvinus legte er 1998 das erste deutschsprachige Lebensbild. Im Jahr 2000 veröffentlichte er eine einschlägige Überblicksdarstellung zur spätmittelalterlichen Herrscherdynastie der Luxemburger. 

## Schriften
Monographien
- Die Luxemburger. Eine spätmittelalterliche Dynastie gesamteuropäischer Bedeutung 1308–1437 (= Kohlhammer-Urban-Taschenbücher. Band 407). Kohlhammer, Stuttgart 2000, ISBN 3-17-015159-2.
  - tschechisch: Lucemburkové. Pozdně středověká dynastie celoevropského významu 1308-1437. Argo, Praha 2003, ISBN 80-7203-518-5.
- Matthias Corvinus. Diplomat, Feldherr und Mäzen. Verlag Styria, Graz u. a. 1998, ISBN 3-222-12640-2.
- Kaiser Sigismund. Herrscher an der Schwelle zur Neuzeit. 1368–1437. Beck, München 1996, ISBN 3-406-41119-3.
- Přemysl Otakar II. von Böhmen. Der goldene König. Verlag Styria, Graz u. a. 1989, ISBN 3-222-11910-4.
- Geschichte Böhmens. Von der slavischen Landnahme bis ins 20. Jahrhundert. Beck, München 1987, ISBN 3-406-32312-X (4. Auflage auf der Grundlage der 3., aktualisierten und ergänzten Auflage als: Geschichte Böhmens. Von der slavischen Landnahme bis zur Gegenwart. ebenda 2013, ISBN 978-3-406-65015-4).
- Geschichte Ungarns 1867–1983. Kohlhammer, Stuttgart 1984, ISBN 3-17-008578-6.
  - englisch: A history of modern Hungary, 1867–1986. Longman, London u. a. 1988, ISBN 0-582-01484-0.
- Geschichte Polens (= UTB 1251). Ulmer, Stuttgart 1983, ISBN 3-8001-2510-2 (3., neubearbeitete und erweiterte Auflage. ebenda 1998, ISBN 3-8001-2723-7).
- Sowjetische Osteuropa-Politik. 1945–1975 (= Athenäum-Droste-Taschenbücher 7204 Geschichte). Athenäum-Verlag, Kronberg im Taunus 1977, ISBN 3-7610-7204-X.
- Sozialverfassung und politische Reform. Polen im vorrevolutionären Zeitalter (= Beiträge zur Geschichte Osteuropas. Band 9). Böhlau, Köln u. a. 1973, ISBN 3-412-85573-1 (Habilitation Universität Tübingen, Universität 1972).
- Der ungarische Revisionismus und die Zerschlagung der Tschechoslowakei (= Tübinger Studien zur Geschichte und Politik. Nr. 23, ISSN 0564-4267). Mohr (Siebeck), Tübingen 1967.
- Geschichte der Tschechoslowakischen Republik 1918–1965 (= Urban-Bücher. Bd. 96, ZDB-ID 995319-x). Kohlhammer, Stuttgart 1966 (3., verbesserte und erweiterte Auflage als: Geschichte der Tschechoslowakei. ebenda 1992, ISBN 3-17-011725-4).
- Die Slowakei und Hitlers Ostpolitik. Hlinkas Slowakische Volkspartei zwischen Autonomie und Separation 1938/1939 (= Beiträge zur Geschichte Osteuropas. Bd. 4). Böhlau, Köln u. a. 1965 (zugleich Tübingen, Universität, Dissertation vom 23. Dezember 1965).
  - slowakisch: Slovensko a Hitlerova východná politika. Hlinkova slovenská ľudová strana medzi autonómiou a separatizmom 1938–1939. Veda – Vydavateľstvo Slovenskej akadémie vied, Bratislava 2001, ISBN 80-224-0693-7.

Herausgeberschaften
- mit Stanislav Biman und L'ubomír Lipták: Judenemanzipation – Antisemitismus – Verfolgung in Deutschland, Österreich-Ungarn, den böhmischen Ländern und in der Slowakei (= Veröffentlichungen der Deutsch-Tschechischen und Deutsch-Slowakischen Historikerkommission. Bd. 6 = Veröffentlichungen des Instituts für Kultur und Geschichte der Deutschen im Östlichen Europa. Bd. 13). Klartext, Essen 1999, ISBN 3-88474-732-0.